# Char Schneider CA1
Der Char d’assaut Schneider CA war der erste französische Panzerkampfwagen und wurde vom gleichnamigen Rüstungsunternehmen Schneider et Cie hergestellt. Er basierte auf dem amerikanischen Holt-Schlepper. Das ab Januar 1915 von Ingenieur Eugène Brillié als „bewaffneter Panzerschlepper“ (tracteur blindé et armé) entwickelte Fahrzeug stand ab Dezember 1916 als Kampfpanzer zur Verfügung und wurde erstmals während der Nivelle-Offensive im April 1917 eingesetzt. Im Jahr 1915 meinte Oberst Estienne noch, ein solches Fahrzeug könnte an der Westfront gepanzerte Truppenschlitten über deutsche Schützengräben ziehen, aber dieser Gedanke wurde schnell verworfen.

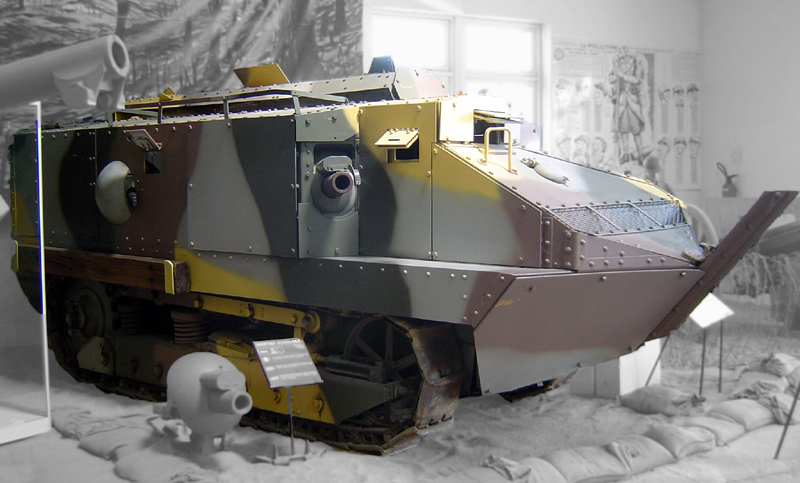
Der letzte Schneider CA im Musée des Blindés in Saumur

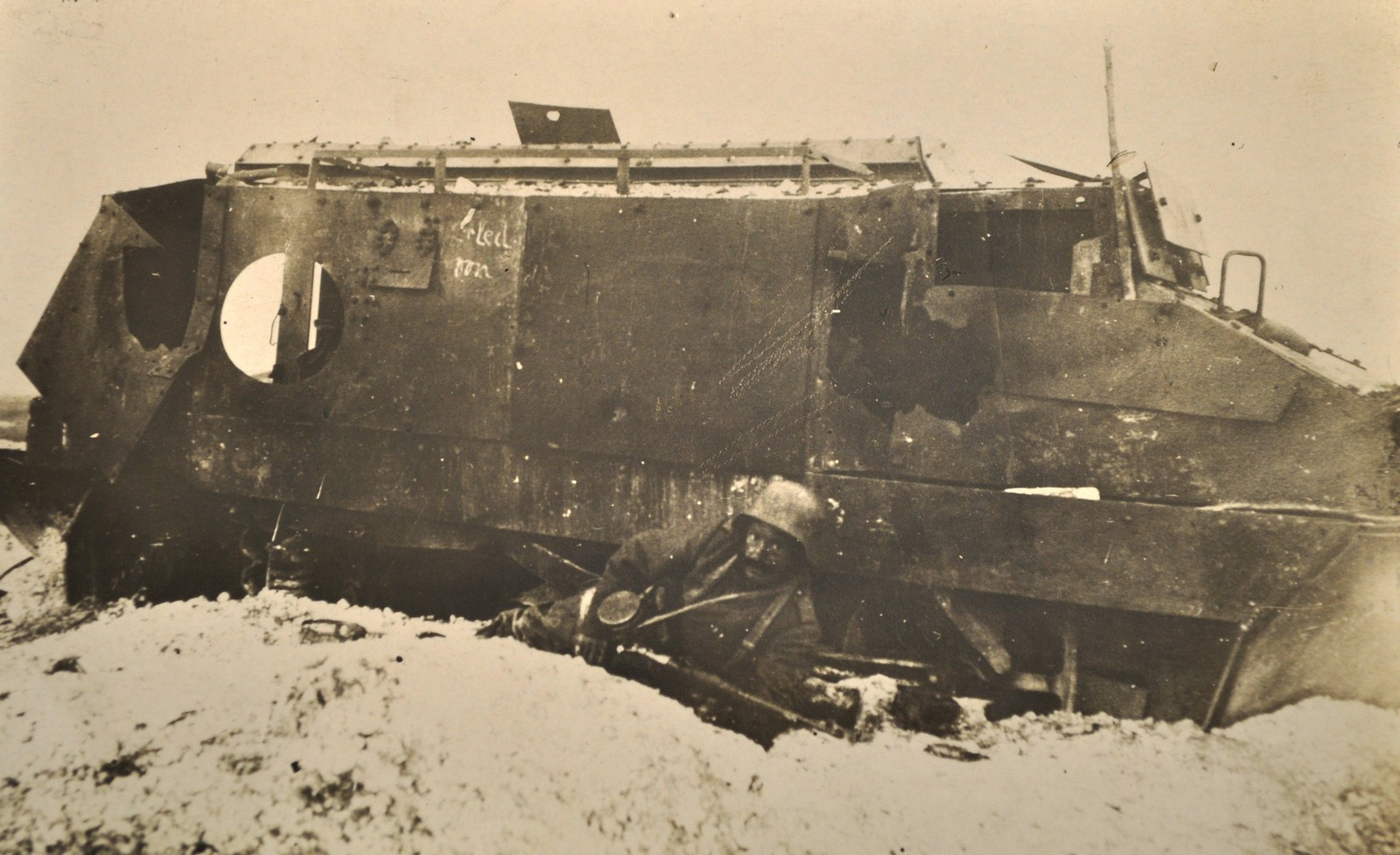
Von deutschen Truppen zerstörter Schneider CA

Der Schneider CA hatte keinen Turm: die kurze 75-mm-Blockhaus-Schneider-Kanone wurde im Rumpf eingebaut. Seine Benzintanks waren aufgrund ihrer hohen Einbaulage bei feindlichem Feuer, besonders durch die von den Deutschen neu entwickelte panzerbrechende Munition, leicht verwundbar und brannten schnell – ein Umstand, der diesem Panzer rasch den Spitznamen „Rollendes Krematorium“ einbrachte. Hauptsächlich zur Infanterieunterstützung verwendet, war er infolge der zu kurzen Auflagefläche der Gleisketten in seiner Geländegängigkeit sehr eingeschränkt, besonders beim Überqueren von Hindernissen und Schützengräben.
Die Produktion wurde im August 1918 eingestellt, nachdem genau 400 Exemplare gebaut worden waren. Kampfverluste, Materialermüdung und geringe Zuverlässigkeit führten dazu, dass bei Kriegsende nur noch weniger als 100 Fahrzeuge in Gebrauch waren. Sie wurden zum Lagertransporter umgebaut: dem Char de Ravitaillement. Sechs Stück wurden noch 1921 von Spanien gekauft und sowohl in Marokko (Rifkrieg) als auch im Spanischen Bürgerkrieg (bis 1937) verwendet.
Aus dem Prototyp des Schneiders wurde der schwere Saint-Chamond entwickelt. Es gab auch verschiedene Projekte zur Entwicklung eines verbesserten Panzers: die CA2, CA3 und CA4. Zur Produktion kam es aber nicht mehr, doch der ursprüngliche CA wird wohl deswegen CA1 genannt. Ob „CA“ Char d’Assaut bedeutet, ist ungewiss.